# Trampled Under Foot
«Trampled Under Foot» es una canción del grupo británico Led Zeppelin de su álbum Physical Graffiti de 1975. La canción fue escrita por el guitarrista Jimmy Page, el vocalista Robert Plant y el bajista/tecladista John Paul Jones.

## Características
En la canción se puede notar una gran influencia  funk, con Jones al clavinet llevando el ritmo y Page con sus clásicos solos de guitarra eléctrica.
El peculiar efecto de la guitarra de Page en esta canción fue revolucionario en la década de 1970, se trata del efecto wah-wah sumado al efecto de eco pero, este último, al revés.

### Letra
La letra de la canción estuvo inspirada en el tema "Terraplane Blues", del año 1936, del músico de blues Robert Johnson. Un Terraplane es un auto clásico, y la canción utiliza partes de automóviles como metáforas para el sexo. Sin embargo, los contenidos de estas canciones difieren; "Terraplane Blues" es acerca de la infidelidad, mientras que "Trampled Under Foot" trata de ceder a la tentación sexual.

## Presentaciones en vivo
"Trampled Underfoot" se convirtió en una parte fundamental de los conciertos de Led Zeppelin, desde 1975 en adelante, siendo interpretado en cada gira hasta 1980. También se interpretó en el show de reencuentro de Led Zeppelin, el Concierto Homenaje a Ahmet Ertegün en el O2 Arena de Londres, el 10 de diciembre de 2007. Cuando la canción se tocaba en vivo, la banda extendía la canción con largos solos de guitarra y teclado, y a veces Plant añadía letras de la canción "Gallows Pole". 
Además, "Trampled Under Foot" fue tocada en la Ceremonia de apertura de los Juegos Olímpicos de Londres 2012, como parte de una lista de reproducción seleccionada para el evento.